# Aeroportul Napuka
Aeroportul Napuka (IATA: NAU, ICAO: NTGN) este un aeroport din Polinezia Franceză, Franța ce deservește zona Napuka⁠(d). Aeroportul a fost tranzitat în 2022 de 1.727 de pasageri. A fost deschis în 1977 și numit după zona deservită.
Situat la o altitudine de 5 m, aeroportul dispune de o singură pistă.